# トッレ・デ・ロヴェーリ
トッレ・デ・ロヴェーリ（伊: Torre de' Roveri  ( 音声ファイル)）は、イタリア共和国ロンバルディア州ベルガモ県にある、人口約2,500人の基礎自治体（コムーネ）。

## 地理

### 位置・広がり
ベルガモ県のコムーネ。県都ベルガモから東へ7kmの距離にある。

#### 隣接コムーネ
隣接するコムーネは以下の通り。
- アルバーノ・サンタレッサンドロ
- ペドレンゴ
- サン・パオロ・ダルゴーン
- スカンツォロシャーテ

### 地震分類
イタリアの地震リスク階級 (it) では、3 に分類される
。